# Becky Birtha
Becky Birtha (Hampton, 11 de outubro de 1948) é uma poetisa e autora infantil americana que vive na área metropolitana da Filadélfia. Ela é mais conhecida por sua poesia e contos que retratam relacionamentos afro-americanos e lésbicos, geralmente focando em tópicos como relacionamentos interraciais, recuperação emocional de um término, paternidade solteira e adoção. Sua poesia foi apresentada na aclamada antologia de 1983 de textos feministas afro-americanos Home Girls: A Black Feminist Anthology, com coautoria de Barbara Smith e publicada pela Kitchen Table: Women of Color Press.
Ela ganhou um prêmio literário Lambda por sua poesia. Ela recebeu bolsas do Pew Fellowships in the Arts, do Fundo Nacional Para as Artes e do Pennsylvania Council on the Arts para promover suas obras literárias. Nos últimos anos, ela escreveu três livros infantis de ficção histórica sobre a experiência afro-americana.

## Primeiros anos
Filha de Jessie Dixon Moore Birtha e Herbert Marshall Birtha, Rebecca Lucille Birtha nasceu em 11 de outubro de 1948, em Hampton, Virgínia. Ela é a irmã mais nova de Rachel Roxanne Birtha Eitches, uma ex-locutora de rádio internacional da Voz da América. Ela se autoidentifica como afro-americana com herança dos povos étnicos Cherokee, Catawba, africana e irlandesa, todas as quais influenciam sua escrita.
Birtha cresceu na Filadélfia, Pensilvânia, depois que a família se mudou para a seção Germantown da cidade em 1952. Em 1963, a família se mudou para o bairro de West Mount Airy e Birtha frequentou a Philadelphia High School for Girls. Ela frequentou a Universidade Estadual de Nova Iorque em Buffalo para obter o título de Bacharel em Ciências em Estudos Infantis em 1973 e, mais tarde, obteve o título de Mestre em Belas Artes em Escrita pelo Vermont College of Fine Arts em 1984. Além de escrever, ela trabalhou como professora, bibliotecária jurídica e representante de uma agência de adoção.

## Carreira como poetisa
O primeiro livro de contos publicado por Birtha foi For Nights Like This One: Stories of Loving Women (1983), uma antologia de contos sobre relacionamentos lésbicos. Seu segundo livro, Lovers' Choice, continua o foco de Birtha na experiência de mulheres afro-americanas marginalizadas em histórias como "Route 23: 10th e Bigler para Bethlehem Pike", em que uma mãe desesperada leva seus filhos em uma viagem de ônibus público durante toda a noite pela cidade de Filadélfia para mantê-los aquecidos.
Ela escreveu o prefácio de Breaking Silence (1983) de Anne B. Keating em novembro de 1983. Birtha e Keating eram membros de uma oficina local de escritoras feministas na Filadélfia, sob a égide de um capítulo local da Feminist Writers Guild.
Em 1991, Birtha publicou The Forbidden Poems, uma antologia de poesia com foco em relacionamentos lésbicos. De acordo com Birtha, "vários [dos] poemas foram escritos como parte do processo de recuperação do término de uma relação lésbica de 10 anos, de tentar encontrar uma maneira de lidar com os sentimentos que o rompimento produziu [nela]". A resenha da Publishers Weekly sobre The Forbidden Poems afirma que, em seus escritos, Birtha demonstra uma 'considerável habilidade de dotar percepções e ocorrências comuns de um profundo significado' ao retratar uma comunidade lésbica que é 'estável, amorosa e criativa – e cuja comunidade, em geral, sabem fazer uma ótima xícara de chá: 'nem mesmo uma caminhoneira bruta/durona consegue estragar uma panela de água fervente'". Seus trabalhos foram publicados em Azalea: A Magazine by Third World Lesbians, Conditions, Sinister Wisdom and Women: a Journal of Liberation. Ela escreve resenhas de livros para The New Women's Times Feminist Review. Ed Hermance, proprietário e gerente da livraria gay e lésbica de Filadélfia Giovanni’s Room, afirmou que as histórias de Birtha "têm um sentido vívido do lugar, bem como uma profundidade emocional rara entre contadores de histórias".
Ao palestrar na 13.ª Conferência Anual de Escritores de Trenton em 1994, Birtha discutiu sua carreira como escritora, afirmando: "Ser negra, mulher e lésbica foram as maiores barreiras que tive que superar para me tornar uma escritora de sucesso? (...) Não, na verdade, (...) eu celebro isso. Também sou mãe adotiva, mãe solteira e quaker, e isso também não me impediu de escrever."
Posteriormente, Birtha passou a escrever principalmente para crianças. Seu primeiro livro infantil Grandmama's Pride (2005) ganhou o prêmio Golden Kite e foi colocado nas listas de leitura principais do Arkansas, Kansas, Missouri e Geórgia. Seu segundo livro ilustrado, Lucky Beans (2010), foi nomeado um dos 100 títulos para leitura e compartilhamento da Biblioteca Pública de Nova Iorque em 2010, bem como um dos livros notáveis para crianças da revista Smithsonian em 2010. Birtha é membro da Sociedade de Escritores e Ilustradores de Livros Infantis.

## Vida pessoal
Birtha morava com sua parceira Nancy e sua filha Tasha no Condado de Delaware, Pensilvânia. Em 2021, ela é cuidadora de sua mãe idosa e reside no bairro de Mount Airy, na Filadélfia.
Ela praticou dança folclórica dos Balcãs por mais de dezessete anos e mais tarde estudou outras formas de dança moderna e folclórica. Birtha é membro da Royal Scottish Country Dance Society. Seus hobbies atuais são dança folclórica e tocar dulcimer de martelo.
Ela é membro da Sociedade Religiosa dos Amigos (Quakers). Em fevereiro de 1991, ela fez um discurso na conferência Friends for Lesbian, Gay, Bisexual, Transgender, and Queer Concerns, na qual descreveu a escrita como um processo meditativo e de cura que a conecta à sua fé Quaker.

## Prêmios e honrarias
Em 1985, Becky Birtha recebeu uma bolsa individual em literatura do Conselho de Artes da Pensilvânia. Mais tarde, ela recebeu uma bolsa de estudos para escrita criativa do Fundo Nacional Para as Artes em 1988.
Ela ganhou o Prêmio Pushcart em 1989 por sua história "Johnnieruth".
Em 1992, ela ganhou um dos 4.º Prêmios Literários Lambda por sua antologia de poesia lésbica, The Forbidden Poems (1991).
Ela recebeu uma das bolsas Pew Fellowships in the Arts no valor de 50 mil dólares para o ano de 1993.
Seu livro infantil Grandmama's Pride (2005) ganhou o prêmio Golden Kite Honor Book da Society of Children's Book Writers and Illustrators de 2005 na categoria Picture Book Text.
Seu livro infantil Lucky Beans (2010) ganhou o prêmio Arkansas Diamond Primary Book Award de 2010.

## Obras publicadas
Conto
- For Nights Like This One: Stories of Loving Women (em inglês), Frog in the Well (janeiro de 1983).
- Lovers' Choice (em inglês), The Seal Press (1987). ISBN 9780931188565 ISBN 9780931188565

Poesia
- The Forbidden Poems (em inglês), The Seal Press (1991). ISBN 187806701X ISBN 187806701X

Antologia
- "Jonnieruth" em McMillan, Terry, ed. Breaking Ice: An Anthology of Contemporary African-American fiction (em inglês), Viking Press (1990). ISBN 9780670825622 ISBN 9780670825622 . Também em Busby, Margaret, ed. Daughters of Africa: An International Anthology of Words and Writings by Women of African Descent (em inglês), Londres: Jonathan Cape (1992). ISBN 978-0224035927 ISBN 978-0224035927
- "Babies" com coautoria de Mullen, Bill. Revolutionary Tales: African American Women's Short Stories, from the First Story to the Present (em inglês), Laurel Press (1995). ISBN 9780440220824 ISBN 9780440220824
- "Ice Castles" com coautoria de Ruff, Shawn Stewart. Go the Way Your Blood Beats: An Anthology of Lesbian and Gay Fiction by African-American Writers (em inglês), H. Holt (1996). ISBN 9780805047363 ISBN 9780805047363
- "Maria de las Rosas" com coautoria de Smith, Barbara. Home Girls: A Black Feminist Anthology, Rutgers University Press (2000).ISBN 0813527538 ISBN 0813527538

Literatura infantil
- 2005: Grandmama's Pride, Albert Whitman & Co. (em inglês). ISBN 9780807530283 ISBN 9780807530283
- 2010: Lucky Beans, Albert Whitman & Co. (em inglês). ISBN 9780807547823 ISBN 9780807547823
- 2017: Far Apart, Close in Heart, Albert Whitman & Co. (em inglês). ISBN 978-0-8075-1275-3 ISBN 978-0-8075-1275-3

Outros
- 1983: Literature by Black Women: A List of Books (em inglês)